# 小海女角色列表
本列表為2013年4月1日到9月28日於NHK播出的晨間小說連續劇《海女》登場人物的介紹。
- 本列表介紹的登場人物，皆為某些集數登場的客串角色及演員。主要角色及演員請參見「小海女#角色表」部分。
- 登場人物出現的集數，以日本NHK播出的集數為準。例如「第25集」即是第5週的第25集，詳情請參見「小海女#播放歷史和收視」部分。
- 本列表中的歌名、劇名及團體名，以緯來日本台的譯名為準。

## 天野家
- 天野夏

名乎其實的天野家一家之主。一直居於北三陸市，到六十四歲為止亦從未離開過。丈夫為天野忠兵衛、女兒為天野春子、孫兒為天野秋。亦是北三陸車站食店「谷灣餐廳」和「梨明日酒吧」的老闆娘、北三陸「海女協會」會長。睡覺時總是半睜著眼睛，所以第一次看到夏婆婆的睡相的人都會以為發生了什麼不好的事。
- 天野春子

年青時渴望成為人人皆知的偶像，十分崇拜松田聖子，在中學時期離家出走往東京成為偶像，結果與黑川正宗結婚並生下女兒天野秋（黑川秋），在劇集開始時帶同天野秋回到家鄉–北三陸，並計劃與黑川正宗離婚，最後不捨得回到東京，決定留居北三陸市，並到天野夏（天野春子之母親）的酒吧工作。
- 天野秋

一名高中二年級生，天野春子及黑川正宗之女，天野夏之孫兒。本來居於東京，之後跟隨天野春子回到北三陸市，並漸漸喜歡上潛水，成為海女。之後跟天野春子一同留居北三陸，認識一名女高中生–足立結衣，並成為好朋友，受足立結衣的邀請而入讀北三陸高中。其後由普通科轉往潛水土木科，並暗戀潛水土木科的師長–種市浩一。幾年後受「星探」水口琢磨的邀請再次回到東京成為偶像。
- 天野忠兵衛

天野秋的祖父。專抓鮪魚的遠洋漁夫，一年有350天都在海上度過。每次出海都說「當我已經死了」，並將自己的遺照擺在佛壇上。當小秋看到他在電車上津津有味的吃著海膽蓋飯時大吃一驚
- 黑川正宗

一名的士司機。天野春子之丈夫，天野秋之父。亦是一個見證著天野春子生涯歷史的人，年青的天野春子離家出走並到達東京後認識的第一個人，在天野春子回到北三陸後提出離婚，並在劇集大結局時再次結婚。

## 北三陸鐵路（北鐵）
- 大向大吉

北三陸鐵路谷灣線–北三陸車站的站長。安部小百合之前夫。經常在梨明日酒吧唱出「捉鬼敢死隊」的主題曲。為推動北三陸市的觀光業不遺餘力。曾有一段婚姻，但僅維持半年便離婚。大吉對好友天野春子情有獨鍾，惟一直把愛慕之情收藏心底，未敢向春子表白。在春子離鄉二十四年後，大吉寫信通知其母天野夏病重消息。
- 吉田正義

北三陸鐵路谷灣線–北三陸車站的副站長。

## 北三陸高中（北高）
- 足立結衣

北三陸高中二年級生。與天野秋同是高中生，二人結為好友。結衣自小立志成為藝能界偶像，一心要到東京發展演藝事業，因而參選「北鐵小姐」。結衣與秋同被選為年輕大使，宣傳家鄉北三陸市，沒想到二人無心插柳下在網絡上甚具「人氣」，繼而被星探（水口琢磨）發掘，惟結衣因家庭變故，無緣出道成為偶像。
- 種市浩一（北三陸篇）

北三陸高中潛水土木科三年級生，擅長「南部潛水」。天野秋的學長，也是天野秋的初戀對象。

## 北三陸市
- 足立洋

負責北三陸旅遊與觀光協會的網頁宣傳。被天野秋、足立功（足立結衣與足立洋之父親） 與其他人稱為「暖爐男」，暗戀天野秋。
- 足立功

北三陸市市長。足立家的一家之主，足立結衣和足立洋之父親。在 足立結衣 往東京之前中風入院，令結衣無緣成為偶像。
- 足立芳江

足立結衣的母親。仙台出身，短大畢業後，在岩手縣的電視台當主播。之後與足立功結婚。
- 今野彌生

北三陸海女。住在北三陸市，與丈夫今野淳在北三陸市開設一間「今野時裝店」，售賣的衣服被大向大吉說像「飛蛾」。
- 安部小百合

北三陸海女。擅長烹煮「豆團湯」，被稱為「豆團湯大使」，其後離開北三陸市參與豆團湯美食展覽。
- 熊谷美壽壽

北三陸海女。年輕時十分受歡迎，本來居於東京。多次於愛人私奔。喜歡上水口琢磨，其後得悉感情被利用而心情崩潰。
- 長内桂枝

北三陸海女。前夫為漁協會長–長内六郎，長内克也之母親，亦是「海女Cafe」的股東之一。
- 長内六郎

北三陸漁協會長。長内桂枝的前夫，長内克也之父親。
- 長内克也

當地的一個漁夫。 長内桂枝和長内六郎 的兒子，在18歲時因被大浪捲走去世。
- 花卷珠子

在安部小百合離開北三陸後前來代替她漁協事務員的職位， 花巻鈴 和 花巻琴 之母親。
- 小田勉

咖啡店與酒吧的老常客，熱中於挖掘琥珀，常常坐在吧檯最靠近門口的座位默默的擦這手中的琥珀。存在感不知為何並不高，常被稱為勉叔，知道水口並非真心喜歡琥珀時相當生氣。

## Heartful東京藝能事務所
- 荒卷太一

太卷藝能事務所的老闆，綽號「太卷」，專門發掘及捧紅有潛質的明星。與鈴鹿博美有曖昧關係，於大結局時跟同鈴鹿博美參與天野春子的聯合婚禮。
- 水口琢磨

太卷藝能事務所的星探，幫助荒卷太一發掘及捧紅有潛質的明星。利用熊谷美壽壽的感情在北三陸跟天野秋及足立結衣混熟，亦欺騙 小田勉 裝為琥珀研究人。
- 鈴鹿博美

人氣女優。十幾歲的時候以清純派之姿活躍於電影、戲劇，即使現在已經年逾四十，依舊保持完美形象。私生活成謎，有許多傳說軼聞。
- GMT-6（入間詩織、遠藤真奈、喜屋武、小野寺薰子、宮下步美、天野秋）

阿美橫女學園的當地偶像團體，大部份「GMT-6」成員留在「奈落」做候補成員。

## 東京「無頼鮨」壽司店
- 梅頭

經營壽司名店「無頼鮨」。總是默默捏壽司，充滿謎團。鈴鹿博美是店裡常客。雖然有在點頭微笑，其實客人講的話根本沒聽進去。曾經騎著哈雷機車到北三陸吃了約六碗海膽蓋飯後馬上遠路折返東京的記錄，在北三陸共逗留了48分鐘 。
- 種市浩一（東京篇）

放棄成為南部潛水員之後在「無頼鮨」壽司店工作，是梅頭的徒弟。

## 劇集工作人員
- 編劇：宮藤官九郎
- 音樂：大友良英
- 製作統括：訓霸圭、菓子浩
- 動畫：鐵拳
- 岩手方言指導：若野裕子、菊地伸枝、達磨太朗
- 宮城方言指導：齋藤綾乃
- 佐賀方言指導：樋渡真司
- 潛水指導：金子英敏、千海
- 料理指導：西澤辰男
- 壽司指導：安齋寛
- 舞蹈指導：木下菜津子
- 歌唱指導：Noriko.K
- 編舞指導：花柳壽樂
- 立體透視模型製作指導：小山義記
- 刺繡手工藝製作指導：藤澤富子
- 琥珀採掘指導：上山昭彦
- 咖啡奶泡花樣製作指導：山口紗代子
- 醫事指導：渡邉善則
- 花道指導：倉田克史
- 魔術指導：内田伸哉
- 美術顧問：磯見俊裕
- 服裝顧問：伊藤佐智子
- 偶像團體服裝監製：西川麻里
- 海報製作：吉良進太郎
- 資料提供：久慈琥珀博物館
- 攝影協助：岩手縣、岩手縣久慈市、久慈市漁業協同組合、三陸鐵道、東京都台東區
- 導演：井上剛、吉田照幸、梶原登城、西村武五郎、桑野智宏
- 特別感謝：岩手縣久慈市、洋野町、田野畑村、埼玉縣寄居町、神奈川縣藤澤市、千葉縣館山市、鋸南町、勝浦市全體居民、向日葵劇團、東俳劇團、黑木製作、岩手微笑製作公司

## 外部連結
- NHK官方網站（日語）
- 緯來日本台官方網站 （页面存档备份，存于）（繁體中文）
- 香港無綫電視官方網站 （页面存档备份，存于）（繁體中文）